# Église Saint-Lambert de Montigny-sur-Meuse
L'église Saint-Lambert est une église située à Montigny-sur-Meuse, en France.

## Description
L'église est dédiée à saint Lambert en hommage à Lambert de Maastricht). Cette église modeste a été initialement un simple oratoire. Le décor de gypserie est contemporain de la construction. Les éléments de mobilier religieux, maître-autel, chaire, bancs, armoire eucharistique dite la custode, sont également du XVIIIe siècle.

## Localisation
L'église est située sur la commune de Montigny-sur-Meuse, dans le département français des Ardennes. La commune est étirée tout en longueur le long d'une rue haute, correspondant à la route menant à Vireux-Molhain et à Givet et une rue basse, la rue du Rivage, le long de la Meuse. L'église est située au sud de la commune, au début de la rue du Rivage.

## Historique
L'édifice a été construit en 1765.
Il a été classé au titre des monuments historiques le 15 mars 1993.